# Centro-Sul Paranaense
Centro-Sul Paranaense è una mesoregione del Paraná in Brasile.

## Microregioni
È suddivisa in 3 microregioni:
- Guarapuava
- Palmas
- Pitanga